# Bolesław Biegas
Bolesław Biegas, właściwie Bolesław Biegalski (ur. 29 marca 1877 w Koziczynie koło Ciechanowa, zm. 30 września 1954 w Paryżu) – polski rzeźbiarz, malarz i dramatopisarz.

## Życiorys
Urodził się w ubogiej rodzinie chłopskiej. Wcześnie osierocony przez rodziców, kierowany był do różnych zajęć – pasał bydło, był pomocnikiem stolarskim, terminował u drugorzędnego snycerza w Warszawie.
Punktem zwrotnym w jego życiu był rok 1896, gdy jego rzeźbami w glinie zainteresował się ciechanowski lekarz Franciszek Rajkowski, zabierając go do siebie, ułatwiając dalszą pracę rzeźbiarską, jak również naukę czytania i pisania. Z inspiracji Rajkowskiego powstała seria rzeźb przedstawiających wiejskie praktyki znachorskie. Rzeźby te, wraz z innymi dziełami nawiązującymi do życia wsi mazowieckiej (Kobieta z dzbanem, Oberek, Odpoczynek), zaprezentowane zostały na wystawie higienicznej w Warszawie, zwracając na siebie uwagę „Tygodnika Ilustrowanego” i „Kuriera Warszawskiego”. Dzięki Rajkowskiemu zyskał też Biegas protektora w osobie Aleksandra Świętochowskiego, który na łamach „Prawdy” rozpoczął akcję zmierzającą do zgromadzenia środków na kształcenie młodego artysty. Apel spotkał się z szerokim odzewem, a pieniądze od anonimowych często ofiarodawców wpływały na rachunek Rajkowskiego lub wręczano je Świętochowskiemu.
Jesienią 1896 r. Biegas rozpoczął studia w krakowskiej Akademii Sztuk Pięknych, gdzie kształcił się pod kierunkiem Konstantego Laszczki. Na uczelni pozostał do 1901 r., rychło stając się wyróżnianym nagrodami i medalami członkiem awangardowej secesji wiedeńskiej. Przeszedł wówczas od tematyki religijnej i rodzajowej do naturalizmu (Śpiący rycerze, Ludzkość), a następnie kompozycji symbolicznych (Jesień, Rozmowa myśli, Noc). Po otrzymaniu stypendium Towarzystwa Zachęty Sztuk Pięknych w Warszawie wyjechał do Paryża, gdzie zdobył niezwykły rozgłos i powodzenie. Związał się ze środowiskiem polskim, przyjaźniąc się zwłaszcza ze znakomitą artystką Olgą Boznańską. Został członkiem Polskiego Towarzystwa Historyczno-Literackiego, któremu pod koniec życia zapisał cały majątek i dorobek artystyczny.
]

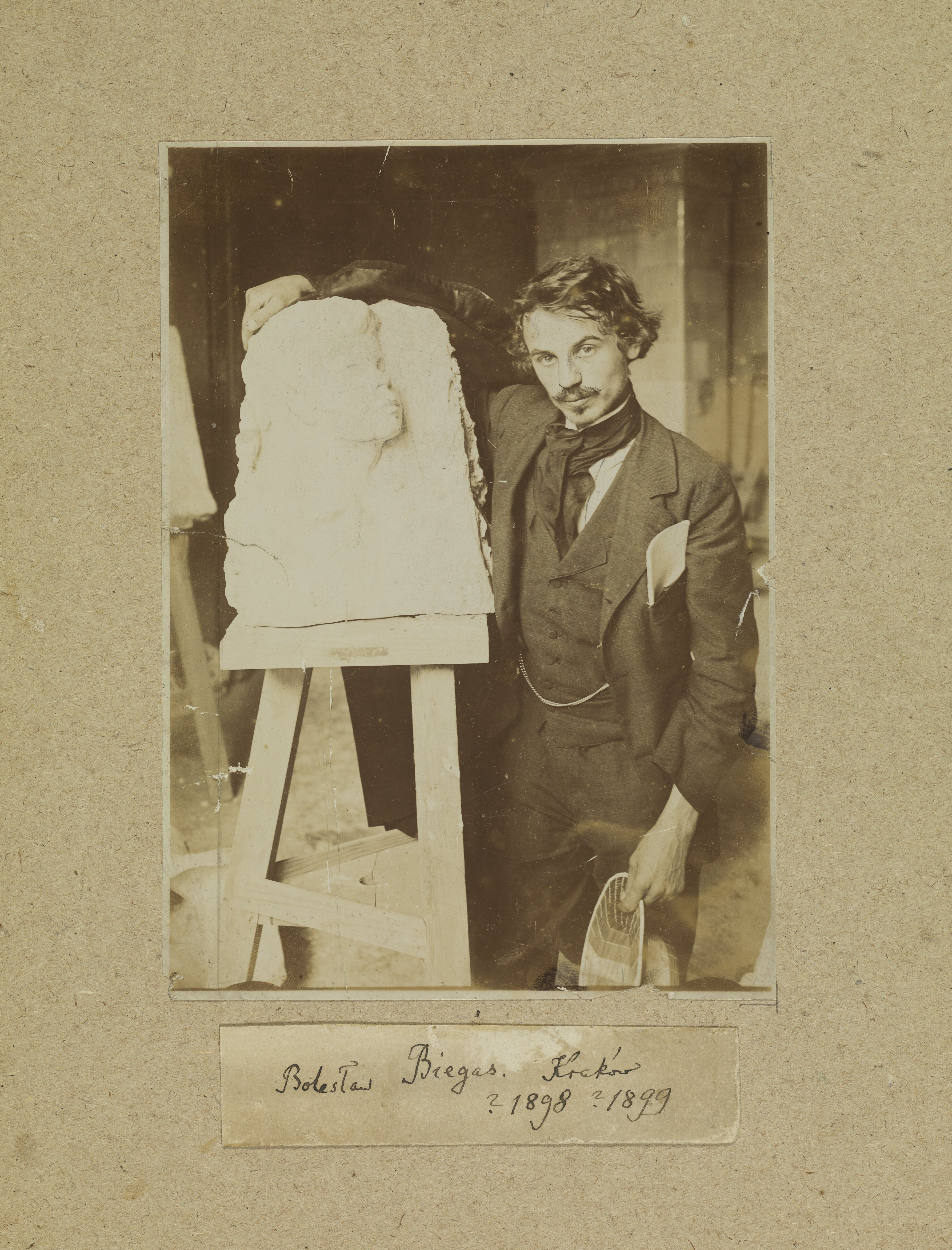
Portret Bolesława Biegasa w swojej pracowni, [1898-1899

Bolesław Biegas uważany jest za czołowego przedstawiciela kierunku symboliczno-secesyjnego nie tylko w rzeźbie polskiej. Mimo to zdołał zachować indywidualną formę swej twórczości, która zadziwia wyjątkowym zróżnicowaniem i bogactwem tematyki. Sławę przyniosły mu popiersia portretowe, zwłaszcza znakomite popiersie Boznańskiej. Z powodzeniem podejmował wątki muzyczne (Chopin, Berlioz, Wagner), jak i literackie (Mickiewicz, Krasiński, Słowacki). Szczególny zachwyt wywołały kompozycje symboliczne, których przedmiotem były treści łatwiejsze do wyrażenia w literaturze niż rzeźbie. Dzieła te, jak Rozmowa myśli, Marzenie, Wicher, Przestrzeń, wymuszały odejście od form realistycznych na rzecz secesyjnej niematerialności i płynności kształtów.
Tworzył dzieła o walorach prekursorskich, odbiegających od modnego stylu secesyjnego. Uważa się, że np. Księga życia wyprzedziła syntetyczne kompozycje Xawerego Dunikowskiego, zaś prace Ziemia, Miłość śmierci, Pałace zaczarowane, realizowały wizje, które dopiero za 20 lat narodzą się w wyobraźni surrealistów.
Po I wojnie światowej aktywność rzeźbiarska Biegasa osłabła na rzecz malarstwa. Z bogatej twórczości malarskiej, uwagę zwraca cykl kilkudziesięciu obrazów Wampiry wojny wykonany w latach 1914-18 i będący potępieniem jej bezwzględnej bezmyślności. Dał się też poznać jako dramaturg (Owczarek, Lechit, Michał Anioł, Saturń i inne).
Kontakt z krajem, wyrażający się udziałem w licznych wystawach warszawskich i krakowskich, ustał niemal zupełnie w okresie międzywojennym. Po II wojnie światowej artysta już niemodny, egzystował w niezmiernie prymitywnych warunkach. Zapomniała go też Polska.
Renesans zainteresowania twórczością Bolesława Biegasa łączy się z docenieniem dziedzictwa secesji i sztuki międzywojnia. Od lat 70. XX wieku francuscy i polscy historycy sztuki organizują liczne wystawy, na których prezentowane są jego dzieła malarskie i rzeźbiarskie. Najważniejszą z nich jest stała ekspozycja poświęcona Biegasowi w Muzeum Mazowieckim w Płocku otwarta 14 maja 2011 roku. Wystawa Bolesław Biegas. Malarstwo i rzeźba skupia ponad 230 prac pochodzących ze zbiorów Polskiego Towarzystwa Historyczno-Literackiego/Biblioteki Polskiej w Paryżu, Muzeum Mazowieckiego w Płocku oraz z prywatnej kolekcji Roberta Szustkowskiego. Na wystawie zaprezentowane są obrazy z różnych cyklów tematycznych: Wampiry wojny, Sferyzm, Mistyka nieskończoności, a także prace rzeźbiarskie ze wszystkich okresów twórczości.
Twórczość Biegasa ponownie cieszy się dużym zainteresowaniem kolekcjonerów, a jego malarstwo i rzeźba osiąga coraz wyższe ceny.
6 maja 2015 r. w Warszawie została otwarta największa na świecie ekspozycja stała malarstwa i rzeźby Bolesława Biegasa. Ekspozycja została uruchomiona dzięki kooperacji Fundacji im. Bolesława Biegasa oraz Biblioteki Polskiej w Paryżu.
29 lipca 2016 r. w Ciechanowie został odsłonięty ogromny mural, inspirowany obrazem Wątpliwe pytania Bolesława Biegasa, wykonany przez Michała Kowalczyka (autor projektu), Justynę Szeligę, Mateusza Ługowskiego i Katarzynę Gągol.
Zmarł 30 września 1954 r. w Paryżu i został pochowany na cmentarzu polskim w Montmorency. Na jego nagrobku widnieje błędna data urodzenia (1879), powtarzana bardzo często w literaturze (łącznie z wydawnictwami encyklopedycznymi).
W dniu 7 kwietnia 2017 Sejm Rzeczypospolitej Polskiej podjął uchwałę upamiętniającą artystę Bolesława Biegasa w 140-lecie urodzin.